# Рај
Рај у хришћанству означава место где обитава Бог и почивају душе свих оних који су прихватили Исуса Христа, сина Божјега, као свога спаситеља. Супротност је Паклу у кога одлазе сви они који су живели у греху и нису прихватили Исуса као спаситеља. Рај у Светоме Писму има неколико синонима тако да се може поистоветити са библијским терминима Царство небеско и Царство Божије. Такође у хришћанској теологији термин рај може бити поистовећен са појмом Есхатон (грч. το εσχατον - крај, последак) који у теологији означава идеалну димензију постојања Божијег Царства. Сама реч појављује се у Библији, тако на пример у Јеванђељу по Луки (23,43) или у Откривењу Јовановом (2,7).
Термин рај је изворно реч грчког порекла - грч. ο παραδεισος, и означава реално есхатолошко место или димензију постојања и то идеалну и савршену и у том смислу се и користи у библијском тексту, нарочито у новозаветним списима. У старозаветном тексту, реч рај означава и конкретно географски одређено место познато под именом Еденски врт који се налазио у Месопотамији, у долинама река Нил, Еуфрат и Тигар, која се сматра колевком човечанства, и тај идеални земаљски врт помиње се као религиозни архетип у свим цивилизацијама тако да је то, према Карлу Г. Јунгу, један од доказа да је човек према својој исконској природи религиозно биће - биће које тражи и жуди за својим Творцем Богом.
Библијска историја учи да је првобитни Едемски врт изгубљен Прародитељским грехом, али је зато на свет дошао Нови Адам, Спаситељ човечанства - Исус Христос. Христос је својом искупитељском жртвом на Часном Крсту поново отворио човечанству врата раја тако да сада, након Његовог Васкрсења, свако ко верује у Њега може наследити вечни живот у рају или Царству небеском. Заједно са овим, хришћанска теологија, нарочито православна, уче да ће пуноћа Царства небеског или раја бити остварена на земљи, у будућности, приликом Другог доласка Исуса Христа. То нарочито означава библијски термин за Исусов поновни долазак у слави који су користили и Свети Оци Хришћанске Цркве : то је термин Парусија. На грчком језику реч Парусија (грч. η παρουσια)означава присуство, појаву и долазак Христа и то реално и физичко присуство Христа у свету. Тако је рај поистовећен и са термином заједнице са Христом јер, у ствари, то је суштина учења о рају. То показује и једна дидактична православна химна (тропар): Ти си, Христе, рај пун зеленила, Ти си земља кротких, Ти си царство обећано.... То значи да је суштина поимања раја као места вечног блаженства и у његовом онтолошком својству - рај је заједница и то са Христом који је Носилац вечности и победитељ смрти. Тако учење о рају негира феномен смрти као небића. Смрт није небиће јер је рај знак Христове победе и присутности а Његова близина одгони сваку опасност од небића јер Христова божанска љубав је гаранција и залог вечнога живота. Тако смо дошли до једне од најлепших дефиниција раја: „Рај ... то је постојање у Христовој љубави“. Тако рај може почети за искреног хришћанина већ у току овоземаљског живота и наставити се у вечности кроз заједницу љубави са Христом. Јер, према Светоме Максиму Исповеднику (7. век), за оне који прихватају Христову љубав јединство са Њим ће бити божанско и непојмљиво уживање и радост, јер постоји само један најважнији квалитет рајског живота или начина постојања Осмога дана (рај који долази изнад категорија времена и простора) а тај рајски квалитет постојања јесте онтологија љубави. То је идеални начин постојања са божанским Христом у непосредној близини Његове савршене Богочовечанске Личности и љубави.

## Етимологија и историја појмова
Реч „рај“ је ушла у енглески из француског paradis, наслеђеног од латинског paradisus, од грчког parádeisos (παράδεισος), од староиранског облика, из протоиранског *parādaiĵah- „ограђени простор“, одакле потиче староперсијски 𐎱𐎼𐎭𐎹𐎭𐎠𐎶 p-r-d-y-d-a-m /paridaidam/, авестијски 𐬞𐬀𐬌𐬭𐬌⸱𐬛𐬀𐬉𐬰𐬀 pairi-daêza-. Дословно значење ове речи на источном староиранском језику је „ограђено (ограђено)“, од pairi- 'около' (сродно са грчком περί, енглеском peri- идентичног значења) и -diz „направити, формирати (зид), градити“ (сродно са грчким τεῖχος 'зид'). Етимологија речи је на крају изведена из PIE корена *dheigʷ „залепити и поставити (зид)“, и *per „около“.
До 6/5 века пре нове ере, староиранска реч је позајмљена у асирски pardesu „домен”. Касније је почела да указује на простране вртове ограђене зидинама Првог персијског царства, а потом је позајмљена у грчком као παράδεισος parádeisos „парк за животиње“ у Анабази из раног 4. века пре нове ере атински Ксенофонт, арамејски као pardaysa „краљевски парк“, и хебрејски као פַּרְדֵּס pardes, „воћњак“ (појављује се три пута у Танаху; у Соломоновој песми (Song of Songs 4:13), Проповедник (Ecclesiastes 2:5) и Немији (Nehemiah 2:8). У Септуагинти (трећи до првог века пре нове ере), грчки παράδεισος parádeisos је коришћен за превод и хебрејског פרדס пардес и хебрејског גן gan, „башта“ (нпр. Genesis 2:8, Ezekiel 28:13): ово произилази из употребе „раја" за означавање Рајског врта. Иста употреба се такође појављује у арапском језику и у Курану као џенет فردوس.
Идеја о ограђеном ограђеном простору није сачувана у већини иранске употребе, и генерално се односила на плантажу или другу култивисану површину, која није нужно ограђена. На пример, староиранска реч опстаје као Пардис у новоперзијском, као и њен дериват pālīz (или „jālīz“), који означава повртњак.